# Leeswood and Pontblyddyn
Leeswood and Pontblyddyn (en anglais) ou Coed-llai a Pontblyddyn (en gallois) est une communauté du Flintshire, au pays de Galles.

## Géographie
La communauté de Leeswood and Pontblyddyn est située dans le sud-ouest du Flintshire, à 6 km au sud-est de la ville de Mold. Comme son nom l'indique, elle comprend les villages de Leeswood / Coed-llai et Pontblyddyn (en).

## Démographie
Au recensement de 2011, la communauté de Leeswood and Pontblyddyn comptait 2 135 habitants.